# Paul Anselmini
Paul Anselmini (* 2. August 2003 in Paris) ist ein französischer Leichtathlet, der sich auf den Mittelstreckenlauf spezialisiert hat.

## Sportliche Laufbahn
Erste internationale Erfahrungen sammelte Paul Anselmini im Jahr 2021, als er bei den U20-Europameisterschaften in Tallinn mit 1:57,82 min im Halbfinale im 800-Meter-Lauf ausschied. Anschließend belegte er bei den U20-Weltmeisterschaften in Nairobi in 1:53,70 min den achten Platz. Im Jahr darauf schied er bei den U20-Weltmeisterschaften in Cali mit 1:48,96 min im Halbfinale aus und 2023 gewann er bei den U23-Mittelmeer-Hallenmeisterschaften in Valencia in 1:52,84 min die Bronzemedaille hinter seinem Landsmann Yanis Meziane und David Carranza aus Spanien. Im Juli gewann er bei den U23-Europameisterschaften in Espoo in 1:45,99 min ebenfalls die Bronzemedaille und musste sich nur seinem Landsmann Meziane und Ethan Hussey aus dem Vereinigten Königreich geschlagen geben. Im Jahr darauf schied er bei den Europameisterschaften in Rom mit 1:46,62 min im Semifinale über 800 Meter aus und 2025 wurde er bei den Halleneuropameisterschaften in Apeldoorn im Finale im 1500-Meter-Lauf wegen Rempelns disqualifiziert. Im Juli gewann er bei den U23-Europameisterschaften in Bergen in 3:45,35 min die Silbermedaille hinter dem Niederländer Stefan Nillessen.
2025 wurde Anselmini französischer Hallenmeister im 1500-Meter-Lauf.

## Persönliche Bestleistungen
- 800 Meter: 1:44,40 min, 5. Juli 2025 in Décines-Charpieu
  - 800 Meter (Halle): 1:47,09 min, 25. Januar 2025 in Nantes
- 1000 Meter: 2:15,78 min, 8. September 2024 in Zagreb
- 1500 Meter: 3:31,63 min, 20. Juni 2025 in Paris
  - 1500 Meter (Halle): 3:36,72 min, 15. Februar 2025 in Lyon
- Meile: 3:52,80 min, 3. September 2024 in Kopenhagen
  - Meile (Halle): 3:55,18 min, 4. Februar 2025 in Ostrava